# Amaury Menezes
Amaury Menezes (Luziânia, GO, 1930) é um pintor e desenhista brasileiro. Começou seus estudos de pintura com Frei Nazareno Confaloni, DJ Oliveira e Ritter na Escola de Belas Artes da Universidade Católica de Goiás no final dos anos 30 e entre 1963 e 1986, tornou-se professor de desenho e plástica na Escola Goiana de Belas Artes e no Departamento de Artes e Arquitetura da Universidade Católica de Goiás. Sua primeira exposição foi realizada no Teatro Emergência, que ficava instalado no atual Jóquei Clube de Goiás, em 1959, onde expôs duas aquarelas compradas pela escritora Regina Lacerda.  
O artista foi um nome importante para amplificar a visibilidade da arte goiana com suas representações de cenas urbanas e cotidianas. Seu nome passou a circular em São Paulo principalmente depois de uma exposição com 10 artistas de Goiás no Museu de Arte de São Paulo Assis Chateaubriand, o Masp, em 1966. Já entre 1968 e 1971, torna-se diretor do curso de Arquitetura da Universidade Católica de Goiás.  [carece de fontes?]
Em 1970, quando Amaury resolve se dedicar à técnica em que mais se destacaria, a aquarela, Goiânia passava por um movimento artístico e cultural intenso. Foi o momento em que diversos ateliês foram abertos na cidade e que artistas como Amaury, DJ Oliveira, Sáida Cunha e Juca di Lima saiam pela cidade para pintar ao ar livre, retomando uma prática atrelada ao movimento impressionista francês do século XIX. Além dessa articulação com artistas, Amaury atuou na Exposição do Congresso Nacional dos Intelectuais em 1954, foi um dos fundadores do Museu de Arte de Goiânia, onde uma das salas leva seu nome, e recebeu, em 1990, o Prix Lucien Martial, concedido pela Societé Internacionale da Beaux Arts. Amaury também produziu diversos retratos de personalidades políticas, escritores, magistrados e figuras conhecidas goianas e tocantinenses a lápis ou nanquim. 
O artista possui um acervo fotográfico em Goiânia que está em processo de digitalização. Nenhum de seus quatro filhos, três netos e uma bisneta seguiu a carreira de artista. 